# Бойович, Петар
Пе́тар Бо́йович (16 июля 1858, Мишевицы, близ Нова-Варош — 19 января 1945, Белград) — сербский военачальник, воевода.

## Биография
Образование получил в артиллерийской школе в Белграде (1883). Ещё будучи курсантом принял участие в сербско-турецкой войне 1876—1878, во время которой состоял при штабе. Во время сербско-болгарской войны 1885 принимал участие в бомбардировках Врабчи, Сливницы и др. городов. С дек. 1885 и до конца войны и. о. начальника штаба Шумадийской дивизии.
В декабре 1887 командирован во Францию, где 2 месяца изучал военные науки. По возвращении в 1888-90 служил в Генштабе. С 1900 командовал бригадой, дивизионной областью, был помощником и заместителем начальника Генштаба, командовал дивизией.
Во время Первой Балканской войны — начальник штаба 1-й армии, командующим которой номинально являлся наследный принц Александр Фактически руководил действиями армии. Одержал победу в Куманской и Битольской битвах. Принимал участие, в качестве военного эксперта, в мирных переговорах, предшествовавших окончанию войны, а затем был назначен командиром Приморского корпуса в Албании.
Во время Второй Балканской войны вновь занимал пост начальник штаба 1-й армии. Разгромил болгарские войска в Брегалничском сражении.
В начале Первой мировой войны назначен командующим 1-й армией (начальник штаба полковник Терзич), в состав которой вошли 1-я Тимокская, 2-я Тимокская и 2-я Моравская дивизии, а также Браничевский отряд полковника Милоша и кавалерийская дивизия полковника Йовановича. Провел ряд успешных боев при Шабаце. Под Евремовчей был тяжело ранен в ногу, но остался в строю и руководил форсированием р. Савы на участке Склеа — Подгорица, а затем занял армией рубеж Стара Пазова — Голубиничи — Ярак, отбросив части 2-й австро-венгерской армии.
После падения Белграда (1915) возглавил группу войск, осуществлявшую оборону сербско-болгарской границы. Во время отступления сербских войск под натиском армий генерала Макензена Бойович 12 января 1916 принял на себя исполнение обязанностей заболевшего начальника штаба Верховного командования Радомира Путника. Руководил эвакуацией сербской армии на остроф Корфу.
19 июня 1918 принял командование 1-й армией на Салоникском фронте. В сентябре 1918 в состав армии входили Дринская, Дунайская, Моравская пехотные дивизии и кавалерийская дивизия генерала Георгиевича. После поражения болгарских войск руководил наступление на германские позиции и 1 ноября 1918 освободил Белград.
С марта 1921 по 1922 начальник Генштаба. В дальнейшем отошел от активной деятельности, стал известен как автор многочисленных мемуаров и военно-теоретических трудов.
Перед самым началом наступления на территорию Югославии войск нацистской Германии в 1941 Бойович был назначен помощником Верховного главнокомандующего, но уже не смог принять никаких мер по сопротивлению агрессору; впрочем, после капитуляции он поддержал четников Дражи Михаиловича.
Петар Бойович скончался 19 января 1945 года. Согласно распространённой версии, в его дом ворвались партизаны с требованиями немедленно убраться: в результате завязалась драка, от полученных в которой травм генерал скончался. 20 января 1945 воевода был тайно похоронен на Новом кладбище Белграда без каких-либо воинских почестей. Современники утверждали, что Белградское радио выпустило предупреждение: все, кто попытаются прийти на похороны Бойовича, будут арестованы.
Историк Деян Ристич не признаёт избиение партизанами в качестве официальной причиной смерти Бойовича и утверждает, что тот мог умереть от двусторонней пневмонии. Запись с двусторонней пневмонией в качестве причины смерти указывалась в книге умерших при Храме Святого Саввы.
Сын воеводы Добросав был сторонником Драголюба Михаиловича и оставался в Белграде во время его оккупации немцами. Внук воеводы Драгутин был директором завода «Икарус» и авиаинженером, участвовал в воздушной обороне Белграда, сбив 6 апреля 1941 года два немецких самолёта; 20 сентября 1944 года погиб в битве за Аранджеловац, в которой сражался в составе группы четников на стороне немцев.

## Память
- В 1989 году в Югославии была отчеканена плакета 70-летия Колубарской и Церской битв (серб. Plaketa 70-godišnice Kolubarske i Cerske bitke) с изображением всех четырёх воевод сербской армии — Радомира Путника, Степы Степановича, Живоина Мишича и Петара Бойовича[8].
- В 2004 году в Сербии и Черногории была отчеканена памятная медаль Церской битвы (серб. Spomen medalja Cerske bitke) с изображениями тех же четырёх воевод[9].
- Воеводская униформа Бойовича является экспонатом музея в Чачаке[10].